# Luna și doi bani jumate
Luna și doi bani jumate este un roman biografic de William Somerset Maugham publicat pentru prima dată la 15 aprilie 1919. Este relatat la persoana I în formă episodică de către un narator, într-o serie de incursiuni în mintea și sufletul personajului central Charles Strickland, un agent britanic de vârstă mijlocie, care își abandonează brusc soția și copiii pentru a-și urmări dorința de a deveni un artist. Povestea se bazează în parte pe viața pictorului Paul Gauguin. 

## Rezumat
Romanul este scris în mare parte din punctul de vedere al naratorului, un tânăr scriitor și dramaturg în devenire din Londra. Anumite capitole cuprind în întregime relatări despre evenimente din viața altor personaje, pe care naratorul le rememorează (editând sau elaborând selectiv anumite aspecte ale dialogului, în special cele ale lui Strickland; așa cum declară naratorul, Strickland ar avea o capacitate foarte redusă de a se exprima verbal). Naratorul o cunoaște vag pe soția lui Strickland de la petrecerile literare, iar mai târziu îl cunoaște pe Strickland însuși, care pare un om de afaceri lipsit de importanță, fără niciun interes pentru gusturile literare sau artistice ale soției sale. 
Strickland este un agent de bursă de clasă mijlocie într-o Londră a sfârșitul secolului al XIX-lea sau a începutului secolului XX. Romanul debutează cu momentul în care acesta își părăsește soția și copiii și pleacă la Paris (naratorul își începe povestea în ipostaza în care este rugat de doamna Strickland să meargă la Paris și să discute cu soțul ei). Ca pictor, Strickland trăiește acolo o viață pauperă, dar îndrăzneață, cazându-se în hoteluri dărăpănate și căzând pradă atât bolii, cât și foamei. Strickland, în încercarea sa de a exprima prin arta sa ceea ce pare să-l posede și să-l macine din interior, este imun la disconfortul fizic și este indiferent la ceea ce îl înconjoară. Este ajutat și susținut de Dirk Stroeve, un pictor olandez de succes, dar plictisit (coincidență, de asemenea, un vechi prieten al naratorului), care recunoaște geniul lui Strickland ca pictor. „Răsplata” lui Stroeve după ce l-a ajutat pe Strickland să se refacă dintr-o boală care i-ar fi putut pune viața în pericol, este aceea că Blanche, soția sa, îl abandonează pentru Strickland. Strickland se leapădă curând de acesta: tot ceea ce a căutat cu adevărat la Blanche a fost un model pentru pictura sa, nu o tovărășie serioasă; naratorul sugerează că el i-ar fi indicat acest lucru, dar ea și-a asumat oricum riscul. Blanche se sinucide ulterior, devenind încă o victimă în drumul lui Strickland în căutarea artei și frumuseții (primele victime fiind propria sa viață și cele ale soției și copiilor săi). 
După episodul de la Paris, povestea continuă în Tahiti. Strickland este deja mort, dar naratorul încearcă să-i reconstituie viața din amintirile altora. El află că Strickland a trăit alături de o femeie indigenă, a avut doi copii cu ea (dintre care unul a murit) și a început să picteze compulsiv. Aflăm că Strickland se stabilise pentru o perioadă scurtă în portul francez Marsilia, înainte de a călători la Tahiti, unde a locuit câțiva ani înainte de a muri de lepră. Strickland a lăsat în urmă numeroase tablouri, dar capodopera sa, pe care a pictat-o pe pereții colibei sale înainte de a-și pierde vederea, a fost ars după moartea sa de către soție, la ordinele sale date de pe patul de moarte. 

## Inspirație
Luna și doi bani jumate nu este, desigur, o viață fictivă a lui Paul Gauguin. Se bazează pe ceea ce auzisem despre el, dar am folosit doar principalele fapte din povestea lui și, în rest, am avut încredere în darul născocirii, pe care am avut norocul să îl dețin. 
 Viața artistului francez Paul Gauguin este sursa de inspirație a poveștii; cu toate acestea, personajul Strickland ca geniu solitar, sociopat și distructiv este legat mai mult de o versiune mitologică a vieții lui Gauguin, pe care artistul însuși a dezvoltat-o și promovat-o, decât pe cursul real al vieții artistului. Adevăratul Gauguin a participat la evoluțiile artistice ale Franței anilor 1880, expunându-și opera în mod regulat alături de alți pictori impresioniști și având relații de prietenie și colaborări cu mulți artiști. Gauguin a lucrat ca agent de bursă, și-a lăsat soția și familia pentru a-și dedica viața artei și a mers în Tahiti pentru a-și continua cariera; cu toate acestea, nimic nu s-a întâmplat în modul brutal al personajului romanului. Maugham s-a inspirat din scrierile publicate despre Gauguin disponibile la vremea respectivă, precum și din experiența personală trăită în comunitatea artistică din Paris în 1904 și dintr-o vizită în Tahiti din 1914. Strickland este creat ca o versiune extremă a „artistului–geniu modernist”, indiferent și frecvent ostil oamenilor din jurul său. 
În 1953, Maugham descrie ideea cărții, apărută în timpul anului 1904, pe care l-a petrecut la Paris: „[...] Am întâlnit bărbați care îl cunoscuseră și lucraseră cu el la Pont–Aven. Am auzit multe despre el. Mi s-a părut din ceea ce mi s-a spus că e subiectul unui roman”. Ideea i-a rămas în minte pentru zece ani, până la o vizită din 1914 în Tahiti, în timpul căreia Maugham a întâlnit oameni care îl cunoscuseră pe Gauguin, ceea ce l-a convins să înceapă a scrie.
Critica Amy Dickson examinează relația dintre Gauguin și Strickland. Ea pune în antiteză descrierea romanțată a lui Strickland („greșelile sale sunt acceptate ca fiind complementul necesar al meritelor sale [...], dar un lucru nu poate fi niciodată supus îndoielii, și acela este că el a avut geniu”), cu descrierea lui Gauguin despre sine („Sunt un artist și ai dreptate, nu ești nebun, sunt un mare artist și știu asta. Este pentru că știu că am îndurat astfel de suferințe. Să fi făcut altfel, m-aș considera un brigand – ceea ce mulți oameni cred că sunt”). Dickson rezumă romanul după cum urmează: „Maugham a fost fascinat de impactul pogorârii modernismului european asupra unei conștiințe insulare britanice și de apariția cultului artistului–geniu modernist. Luna și doi bani jumate este totodată o satiră a moravurilor eduardiene și o biografie a lui Gauguin”.

## Despre titlu
Conform unor surse, titlul, al cărui sens nu este dezvăluit în mod explicit în carte, a fost preluat dintr-o recenzie a romanului lui Maugham, Of Human Bondage, în care protagonistul romanului, Philip Carey, este descris ca fiind „atât de prins să admire luna, că nu ar fi în stare să vadă o monedă de 6 pence la picioarele sale.” Conform unei scrisori din 1956 a lui Maugham, „Dacă te uiți în pământ în căutarea unei monede de 6 pence, nu te uiți în sus și deci nu vezi luna”. Titlul lui Maugham amintește de descrierea lui Gauguin de către biograful său contemporan, Meier–Graefe (1908): „S-ar putea ca [Gauguin] să fie acuzat că a dorit întotdeauna altceva”.

## Adaptări
Cartea a fost adaptată ca piesă de teatru în 1925 la New Theatre, avându-i pe Henry Ainley în rolul lui Strickland și pe Eileen Sharp drept Ata. Un film cu același nume, regizat și scris de Albert Lewin și cu George Sanders în rolul lui Charles Strickland, a fost lansat în 1942. 
Romanul a stat la baza unei opere omonime (de John Gardner) ce a avut premiera la Sadlers Wells în 1957.
Scriitorul S. Lee Pogostin a adaptat romanul pentru televiziunea american în 1959. În această producție, rolul principal a fost jucat de Laurence Olivier, cu Hume Cronyn și Jessica Tandy în rolurile secundare. 

## În cultura populară
În scena de deschidere a adaptării cinematografice a lui Fahrenheit 451 a lui François Truffaut, mai mulți pompieri adună cărți pentru a le arde. În mulțimea de gură–cască se află un băiețel care ridică și răsfoiește una dintre cărți înainte ca tatăl său să i-o ia și să o arunce peste mormanul destinat incendierii. Cartea respectivă este tocmai Luna și doi bani jumate. 
Cartea a fost menționată în cartea Cei cinci purceluși a scriitoarei Agatha Christie (seria Hercule Poirot), atunci când Poirot îl întreabă pe unul dintre suspecți (Angela Warren) dacă citea din carte la momentul comiterii crimei. Este, de asemenea, menționat frecvent în romanele O mână de oase (1998) și Ce-am găsit al meu să fie (2015) ale lui Stephen King. Jack Kerouac menționează cartea în romanul său The Subterraneans (1958).   